# Йенс Немайер
Йенс Немайер (роден на 28 юли 1963 г.) е германски военноморски офицер с чин флотилен адмирал и командир на Военноморско училище „Мюрвик“ във Фленсбург.

## Военна кариера

### Обучение и първи длъжности
Немайер се присъединява към Бундесвера като наборник и завършва обучението си като морски офицер с Випуск VII/84. От 1987 г. до 1988 г. той се обучава като пилот на хеликоптер в Кралския флот. След основното летателно обучение преминава обучение на Кралската Военноморска Авиационна Станция Йовилтън (RNAS Yeovilton) на хеликоптер модел Westland Sea King Mk.4. След това е преместен в 1-ва ескадрила на военноморска авиационна ескадрила 5 в Кил-Холтенау. От 1990 г. до 1992 г. служи като офицер по смяна на военноморските авиационни ескадрили 819 и 706 на военноморската авиация на Кралския флот. След това е назначен като летателен инструктор и заместник-командир на ескадрила в тренировъчната ескадрила на 5-та ескадрила на военноморската авиация. От 1994 до 1996 г. Немайер служи като вахтен офицер в щаба на НАТО Allied Naval Forces Southern Europe (COMNAVSOUTH) в Неапол, Италия. През този период е назначен към „Operation Sharp Guard“ за три месеца.

### Служба като щабен офицер
От 1996 г. до 1998 г. Немайер завършва 38-и випуск на адмиралтейството в командно-щабната академия на Бундесвера в Хамбург. След като се обучава като офицер в службата на генералния щаб, той поема командването на 1-ва ескадрила от ескадрила 5 на военноморската авиация. От 2000 г. до 2003 г. Немайер служи като началник на отдел Човешки ресурси за военноморската авиация в отдел Човешки ресурси на Бундесвера в Кьолн. През 2003 г. Немайер става командир на ескадрила 5 на военноморската авиация. От 2005 г. до 2007 г. той работи като заместник-началник на отдел Човешки ресурси на Федералното министерство на отбраната в Бон. През 2007 г. е преместен в Съюзното морско командване в Нортууд (Обединеното кралство), където е началник на отдел, отговарящ за военно сътрудничество, присъединяване и интеграция. През 2009 г. е назначен като началник на отдел Човешки ресурси в командването на флота в Глюксбург. На този пост е повишен в чин морски капитан. От ноември 2011 г. до март 2012 г. служи като началник-щаб на флагманския кораб на ЕС NAVFOR Сомалия. След завръщането си Немайер става началник-щаб на Оперативна флотилия 1 в Кил. От 2012 г. до 2014 г. е назначен като заместник-началник на щаба J3/5/7 в Оперативното командване на Бундесвера в Швиловзее, където отговаря за планиране и анализ на операции. Оглавява временния щаб за военни евакуационни операции. От юли 2014 г. до юни 2016 г. Немайер е началник на отдел Човешки ресурси във Федералното министерство на отбраната в Берлин.

### Служба като адмирал
През юни 2016 г. Немайер е назначен за заместник-началник на щаба по операциите в Съюзното морско командване на НАТО в Нортууд, с повишение в ранг комодор. През август 2019 г. Немайер наследи бригаден генерал Хайнрих Тилер като ръководител на отдел III (Управление на офицерския персонал) във Федералната служба за управление на персонала на Бундесвера в Кьолн. На 3 септември 2021 г. поема поста от Вилхелм Тобиас Абри като командир на Военноморско училище „Мюрвик“.

## Личен живот
Немайер е женен и има две деца.